# سونی کارتر
منلی لانیر "سونی" کارتر جونیور (به انگلیسی: .Manley Lanier "Sonny" Carter, Jr) فضانورد اهل کشور ایالات متحده آمریکا است که در ۱۵ اوت ۱۹۴۷ میلادی در ماکون، جورجیا زاده شد. وی در مأموریت اس‌تی‌اس-۳۳ حضور داشته‌است.